# Oakham
Oakham county town i Rutland i East Midlands, England. Den ligger omkring 40 km øst for Leicester, 45 mk sydøst for Nottingham og 37 km vest for Peterborough; hvoraf sidstnævnte ligger i regionen East of England. Oakham har 11.267(2021) indbyggere.
Oakham ligger vest for Rutland Water, en af de største menneskeskabte søer i Europa. Den ligger i Vale of Catmose og er bygget på en bakkeskråning, der går fra 99 m til 122 m over havets overflade. Den har venskabsbyerne Barmstedt, Tyskland og Dodgeville, Wisconsin, USA.
Blandt byens seværdigheder er Oakham Castle fra 1100-tallet, All Saints' Church, Rutland County Museum og markedspladsen med sin oktagonale buttercross.